# Trzęsienie ziemi w Serbii w 2010 roku
Trzęsienie ziemi w Serbii w 2010 – trzęsienie ziemi, które 3 listopada 2010 nawiedziło środkową Serbię (rejon miasta Kraljevo), powodując 3 ofiary śmiertelne i ponad 100 mln euro strat. Siła trzęsienia wynosiła 5,4 stopnia w skali Richtera.

## Zdarzenie
O godzinie 1:58 czasu środkowoeuropejskiego w miejscowości Vitanovac następniło pierwsze trzęsienie ziemi o skali 5,4, którego skutkiem była śmierć 2 osób w miejscowości Grdica. Samo trzęsienie było wyczuwalne m.in. na terytorium Bułgarii (szkody były odczuwane w Bełogradcziku) oraz w Rumunii. W Belgradzie po trzęsieniu zostały odcięte linie telefoniczne, woda pitna i prąd.
Przez trzęsienie na północnej elewacji XIII-wiecznego monasteru Žiča pojawiło się pęknięcie. Rząd serbski zwrócił się do UNESCO o pomoc w odbudowie.
Po głównym trzęsieniu nastąpiło ponad 350 wstrąsów wtórnych.

## Skutki
Trzęsienie spowodowało szkody o wysokości ponad 100 mln euro, 2 ofiary śmiertelne z powodu głównego trzęsienia, ponad 120 rannych, oraz 1 ofiarę śmiertelną z powodu zawału serca spowodowanego przez panikę przez wstrząsami wtórnymi.